# Deniz Gezmiş

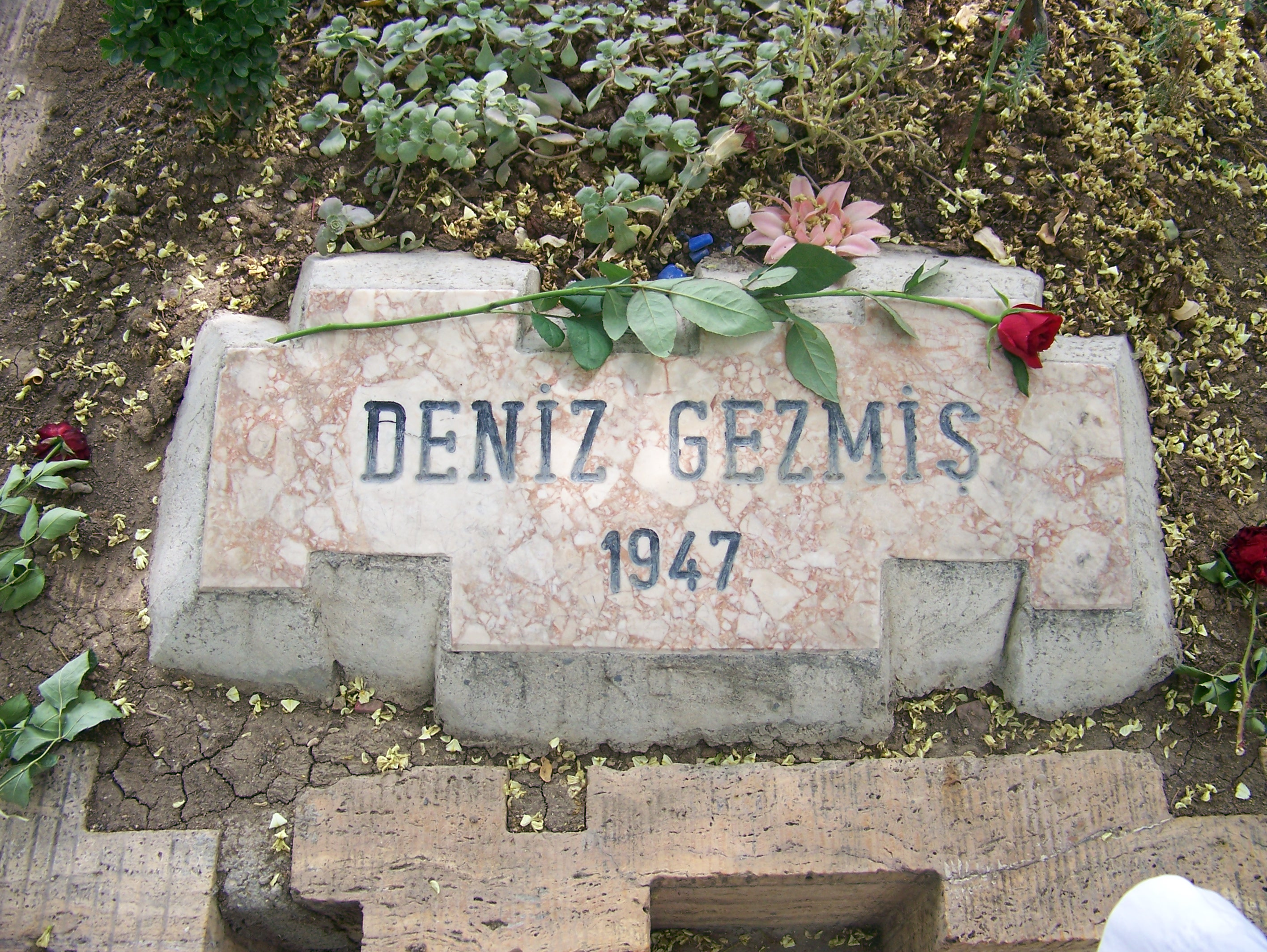
Steen van Deniz Gezmiş

Deniz Gezmiş (Ayaş (Ankara), 28 februari 1947 - 6 mei 1972) was een marxistisch-leninistisch revolutionair en politiek activist in Turkije in de jaren 60. Hij was een van de oprichters van het Volksbevrijdingsleger van Turkije (Engels: THKO). Hij was de zoon van een leraar. Toen hij jong was leefde hij in Sivas, daar groeide zijn vader op. Gezmiş behaalde zijn middelbareschooldiploma in Istanbul, waar hij voor het eerst linkse ideeën kreeg.

## Politiek leven
Nadat Gezmiş lid werd van de Arbeiderspartij van Turkije (Turks: Türkiye İşçi Partisi), studeerde hij rechten aan de Universiteit van Istanboel in 1966. In 1968, stichtte hij de "Revolutionaire Juristenorganisatie" (Turks: Devrimci Hukukçular Kürulumu) en de Revolutionaire Studentenvereniging (Turks: Devrimci Öğrenci Birliği).
Hij werd steeds meer politiek actief, en leidde de student-georganiseerde bezetting van de Universiteit van Istanboel op 12 juni 1968. Nadat de bezetting met geweld werd beëindigd door de wet, protesteerde hij tegen de komst van de Amerikaanse 6de Vloot in Istanbul. Deniz Gezmiş werd gearresteerd voor deze acties op 30 juli 1968 en hij werd vrijgelaten op 20 oktober in hetzelfde jaar.
Terwijl hij steeds meer betrokken werd bij de Arbeiderspartij van Turkije en toen hij een Nationale-Democratische Revolutie voorstelde, voelden meer mensen zich aangetrokken tot zijn ideeën en dit leidde tot groeiende aantallen van Turkse studenten met revolutionaire aspiraties. Op 28 november 1968, werd hij opnieuw gearresteerd nadat er was geprotesteerd tegen het bezoek aan Turkije van de Amerikaanse ambassadeur Robert Kömer, maar werd later weer vrijgelaten. Op 16 maart 1969 werd hij opnieuw gearresteerd voor deelname aan conflicten tussen linkse en rechtse studenten en hij werd opgesloten tot 3 april.
Gezmiş werd opnieuw gearresteerd nadat hij studenten van het Faculteit Rechten in Istanbul leidde tijdens een protest tegen het wetsvoorstel voor Reformatie op 31 mei 1969. De universiteit werd tijdelijk gesloten, en Gezmiş is gewond geraakt bij het conflict. Hoewel Gezmiş onder toezicht was, ontsnapte hij uit het ziekenhuis en ging naar de kampen van de Palestijnse Bevrijdingsorganisatie (PLO) in Jordanië om een guerrilla-opleiding te krijgen.

## In de gevangenis
Na de eerste dagen van de staatsgreep van 12 maart waren Yusuf Aslan en Gezmis van plan naar Sivas te gaan, maar de motor ging stuk. Doordat ze gezocht werden kwam de politie en ontstond er een gevecht, hierdoor verloren ze elkaar uit het oog. Aslan was op dat moment in Elmalı, Gezmis daarentegen was op 16 maart 1971 op dinsdag in Sivas in de wijk Gemerek omsingeld, opgepakt door de politie en naar Kayseri gebracht. Vanaf Kayseri werd hij meegenomen naar het kantoor in Ankara van de minister Haldun Menteşeoğlu van Binnenlandse Zaken. Volgens Gezmis vond het evenement als volgt plaats: 
Het was heel leuk. Hij stond. Zijn kamer, vol met journalisten om acht uur in de ochtend.
Ik houd altijd mijn hoofd hoog, ik sta sterk, levendig, ik probeer levendig te lijken (ideologisch en lichamelijk). Hoe uitgeput ik ben, ik kan mijn voeten zelfs moeilijk bewegen. Ik heb geen kracht meer om op te staan. Maar dat laat ik niet zien.
“Beterschap”, zei de minister van Binnenlandse zaken lachend.
Ik keek vies naar zijn gezicht. Ik gaf geen kik. 
Hij draaide zich om naar de journalisten:
“Deze vermomde sjofele man, bleek de held te zijn van de Leger voor Volks Vrijheid.”
“Vind je het niet leuk? Natuurlijk ben ik een held, ik ben een strijder van het Revolutionaire  Volksbevrijdingsleger van Turkije.”
“Waar ging je naartoe?”
“Naar de revolutie.”
Hij laat de kaart zien aan de muur, hij wijst Sivas aan:
“Zou je vanaf hier moeten gaan naar de revolutie?”
“Jij zou dit soort dingen niet kunnen begrijpen.”
“Turkije heeft een enkel leger en dat is het leger van de Republiek Turkije.”
“Daarom zijn Demirel en anderen zoals jij meteen afgetreden.”
Hij werd boos.
Ik nam een stap naar voren.
Hij ging terug. Hij was verrast. In paniek, zijn handen trillend en stamelend:
“Bre-bre-breng hem weg” zei hij.
Slepend brachten ze mij weg van de kamer.
“We zullen het jou ook laten zien, aan mensen zoals jij, loyale honden van Amerika !” schreeuwde ik door de deur terwijl ze mij weg brachten.
De journalisten keken verrast. De rechtszaak was op 16 juli 1971 in het gebouw van de Altındağ Dierenarts School (Turks: Altındağ Veteriner Okulu) en eindigde op 9 oktober 1971. Deniz en zijn vrienden waren aangeklaagd voor het schenden van Strafrecht 146 op 16 juli 1971, 146/1 en waren ter dood veroordeeld op 9 oktober 1971.
De doodstraf moest worden goedgekeurd door de Senaat op dat moment. Ismet Inönü vond dat "politieke misdrijven niet met  de doodstraf gestraft moeten worden," hij stemde tegen de doodstraf net als Bulent Ecevit. President van de [Justitie Partij van Turkije][Justitie Partij] (Turks: Adalet Partisi) Suleyman Demirel keurde deze straf wel goed. 15 jaar na het incident, gaf Sulayman Demirel een verklaring over de executie aan een journalist: Een van de ongelukkige gebeurtenissen van de koude oorlog. merkte hij op. Gevangenen werden gevraagd om zich te verontschuldigen. Geen van hen wilde zich verontschuldigen. Voorzitter Cevdet Sunay keurde de executies wel goed.

## Na de dood
Gezmiş is begraven op de Karşıyaka-begraafplaats, Ankara.

## Deniz Gezmiş in literatuur
- Drie jongelingen aan de galg gekomen. (Turks: Dar Ağacında Üç Fidan), Nihat Behram
- Herinneringen aan de nacht van de executie. (Turks: İdam Gecesi Anıları), Halit Çelenk
- Sage van Deniz Gezmiş (Turks: Deniz Gezmiş Destanı), Alper Özbek

## Films
- Tot ziens morgen (Turks: Hoşçakal Yarın) (Deniz Gezmiş gespeeld door Berhan Şimşek)
- Foei mijn kind (Turks: Aşk Olsun Sana Çocuk) (Deniz Gezmiş gespeeld door Barış Koçak)

## Series
- Herinner mijn lief (Turks: Hatırla Sevgili) (Deniz Gezmiş gespeeld door Barış Koçak.)

## Liederen
- Ahmet Kaya - Mahur
- Ahmet Kaya - Neyleyim
- Ahmet Kaya - Bize Kalan
- Ahmet Kaya - Yazamadım
- Ahmet Kaya - Tutuşur Dizelerim
- Ahmet Kaya - Birazdan Kudurur Deniz
- Edip Akbayram - Aşk Olsun Sana Çocuk
- Grup Özgürlük - Deniz'e
- Fevzi Kurtuluş - Deniz'e Şikayet
- Hüseyin Karakuş - Adı Deniz Olmalı
- Can Yücel - Bizim Deniz
- Grup Yol - Denizlerin Türküsü
- Metin-Kemal Kahraman - Deniz Koydum Adını
- Zülfü Livaneli - Hoşça Kal Kardeşim Deniz
- Çilekeş - Her Deniz
- Grup Yorum - Özgürlük Türküsü
- Kardeş Türküler - Deniz'e Yakılan Türkü
- Sevinç Eralatay - Ankara'dan Bir Haber Var
- Selda Bağcan - Denizlerin Dalgasıyım
- Grup Yorum  -   Şarkışla

## Verder
- Hüseyin İnan
- Yusuf Aslan
- 12 Mart Darbesi
- Türkiye Halk Kurtuluş Ordusu (THKO)
- Mahir Çayan
- İbrahim Kaypakkaya
- Harun Karadeniz
- Sinan Cemgil
- Fikir Kulüpleri Federasyonu (FKF)
- Türkiye Devrimci Gençlik Federasyonu (DEV-GENÇ)
- Fikir Kulüpleri Federasyonu (FKF)